# Ettore Romagnoli
Ettore Romagnoli   (Roma, 11 de juny de 1871 - Roma, 1 de maig de 1938), fou un hel·lenista i literat italià.
Es llicencià el 1893, i durant la seva llarga carrera va ensenyar com docent universitari, primer a Catània, i després també a Roma i Milà. Es feu cèlebre com a assagista i crític literari, traduint diverses obres gregues (entre les altres, les tragèdies d'Eurípides, Èsquil i Sòfocles, les comèdies d'Aristòfanes, la Ilíada i l'Odissea d'Homer). Va escriure també obres de crítica literària, recopilacions de poesies, novel·les i assaigs d'argument teatral, i compongué també les músiques per alguns seus muntatges d'obres teatrals gregues per les temporades del Teatre grecoromà de Siracusa. Va ser Acadèmic d'Itàlia des del 1929. Va morir a Roma el 1938. Amant de Sicília, bressol de la civilització grega a Itàlia, es retirava sovint a Terranova de Sicília (avui Gela), ciutat natal de la seva esposa. Va ser iniciat en la maçoneria el 19 de març de 1903 en la Lògia Venti settembre de Roma i el 21 de gener de 1904 esdevingué mestre maçó.